# Dolina zemsty
Dolina zemsty (ang. Vengeance Valley) – amerykański western z 1951 roku w reżyserii Richarda Thorpe'a.

## Fabuła
Dwaj przyrodni bracia cieszą się zasłużoną opinią przykładnych farmerów. Jeden z nich dopuszcza się jednak niecnego postępku – drugi postanawia nie dopuścić do skandalu i konfliktu z ojcem.

## Obsada
Źródło:
- Burt Lancaster – Owen Daybright
- Robert Walker – Lee Strobie
- Joanne Dru – Jen Strobie
- Sally Forrest – Lily Fasken
- John Ireland – Hub Fasken
- Carleton Carpenter – Hewie
- Ray Collins – Arch Strobie
- Ted de Corsia – Herb Backett
- Hugh O’Brian – Dick Fasken